# Distretto di Qush Tepa
Il distretto di Qush Tepa è un distretto dell'Afghanistan appartenente alla provincia dello Jowzjan. Viene stimata una popolazione di 11 953 abitanti (stima 2016-17).